# Arnold de Hontoire
Arnold de Hontoire (Dinant?, 1630 - Luik, 1709) was een beeldhouwer en meubelontwerper uit de baroktijd, die voornamelijk actief was in het prinsbisdom Luik. Samen met Jean Del Cour, Cornelis van der Veken, Jacques Vivroux, Guillaume Évrard en François-Joseph Dewandre behoort hij tot de belangrijkste barokbeeldhouwers in het prinsbisdom Luik.

## Biografische schets
Over het leven van Arnold de Hontoire is weinig bekend. In 1672 verbleef hij in Italië. Hij was gehuwd met de dochter van de Luikse beeldhouwer Guillaume Cocquelé. Vanaf 1689 was hij de vaste beeldhouwer van het kathedrale kapittel van Luik. Van 1697 tot 1699 werkte hij met enkele assistenten in opdracht van prins-bisschop Jozef Clemens van Beieren aan de inrichting van de Sint-Michaëlskapel in Bad Godesberg bij Bonn. Verder kreeg hij meerdere opdrachten van de rijke familie Surlet.
De carrière van De Hontoire werd enigszins overschaduwd door de andere grote Luikse beeldhouwer van die periode, Jean Del Cour, die al tijdens zijn leven tot grotere roem wist te komen. Terwijl Del Cour nauwelijks leerlingen of navolgers had, had De Hontoire er vele, waaronder Robert Verburg (ca. 1654-1720) en Cornélis Vander Veken (1666-1740). Niet duidelijk is of de edelsmid Charler de Hontoir, die in het eerste kwart van de 18e eeuw in het prinsbisdom Luik actief was, een zoon van Arnold was. Arnold de Hontoire had goede connecties met de Luikse schilder Englebert Fisen (1655-1733).

## Werken

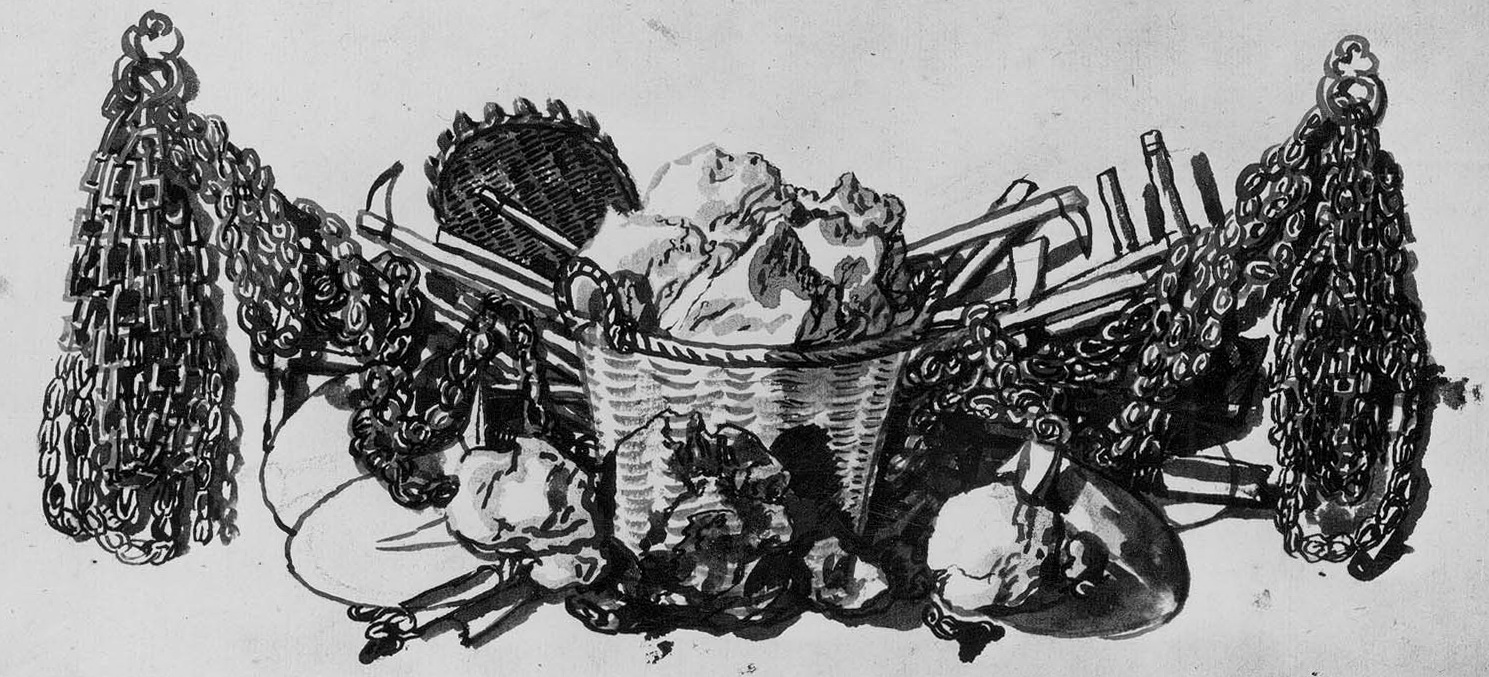
Guirlande met mijnwerkerswerktuigen

- Beeld van de apostel Andreas in de Sint-Jacobskerk in Luik.
- Borstbeeld van de Heilige Maagd (voorheen toegeschreven aan Robert Verburg) in de Sint-Maartensbasiliek in Luik.
- Beeld van Madonna met Kind (1688-'92) in de Sint-Denijskerk in Luik.[2]
- Beelden van Onze Lieve Vrouw van de Rozenkrans met Kind en de H. Carolus Borromeus in het voormalige ziekenhuis Valdor in Luik.
- Hoofdaltaar, orgeltribune en beelden van HH. Benedictus en Scholastica van Nursia in de abdijkerk van Onze Lieve Vrouw van de Vrede (Paix-Notre-Dame) in Luik.[3]
- Grafmonument van prins-bisschop Johan Lodewijk van Elderen (na 1694), oorspronkelijk in de Sint-Lambertuskathedraal in Luik, thans in de Sint-Martinuskerk in Genoelselderen.
- Grafmonument van gravin Maria-Anna de Berchem (na 1697) in de kapel van het Sint-Jacobsgasthuis in Tongeren.
- Grafmonument van Jacques Ignace baron de Surlet en Anne Emerentianne baronnes de Valdes Herdersem (na 1699) in het kasteel van Lexhy in Horion-Hozémont.
- Reliëf van het Vagevuur, oorspronkelijk bedoeld voor de Sint-Lambertuskathedraal, thans in de Onze-Lieve-Vrouwekerk in Verviers
- Reliëf van de Opdracht in de Tempel, voorheen in het Musée de l'Art Wallon, thans in het Grand Curtius(?) in Luik.
- Portretbuste van prins-bisschop Jozef Clemens van Beieren in het Grand Curtius in Luik (toeschrijving).
- Beelden van Jozef en Maria met kind in de Sint-Niklaaskerk van Ciney (toeschrijving)

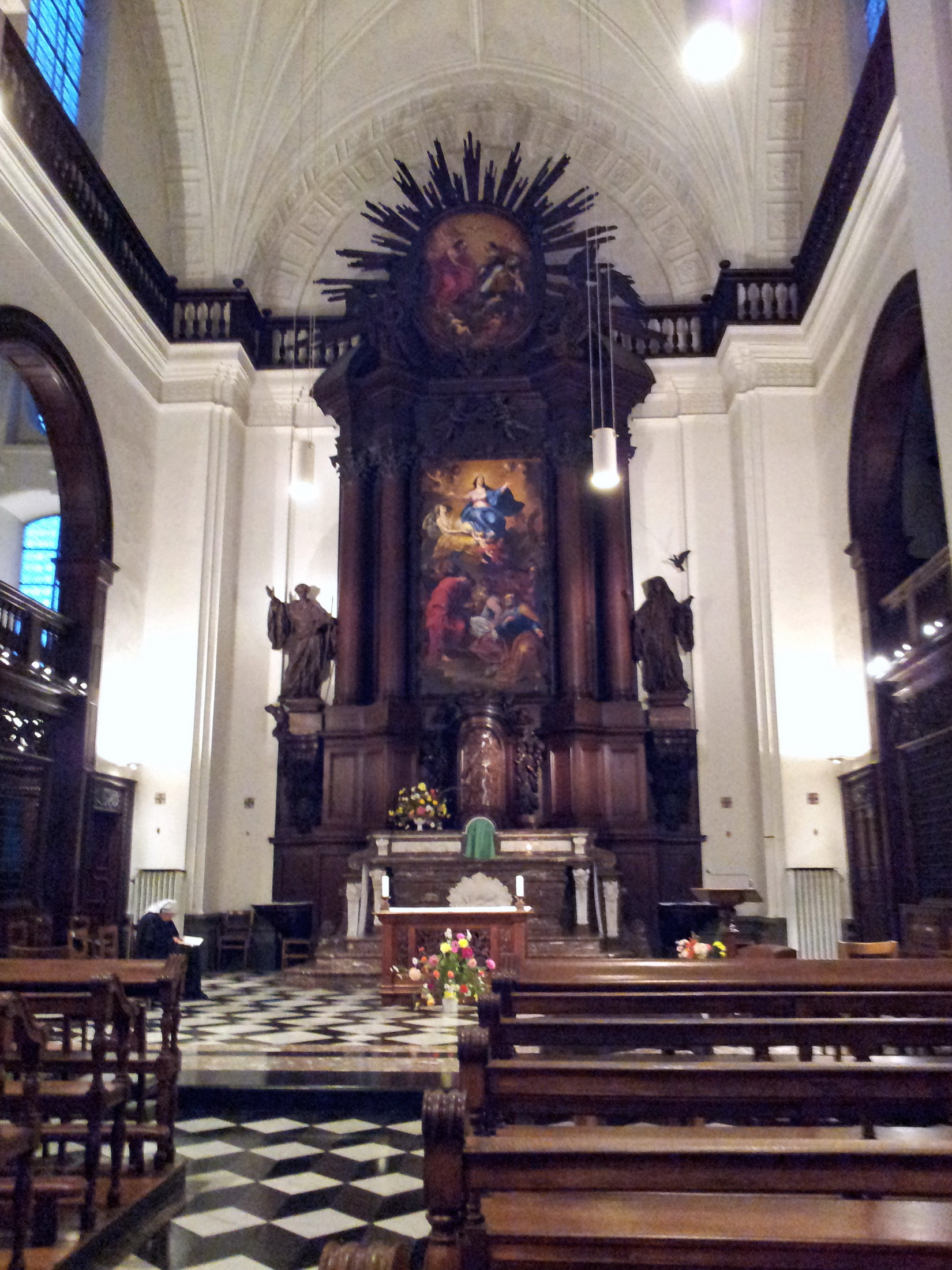
Barokaltaar (abdijkerk Paix-Notre-Dame, Luik)
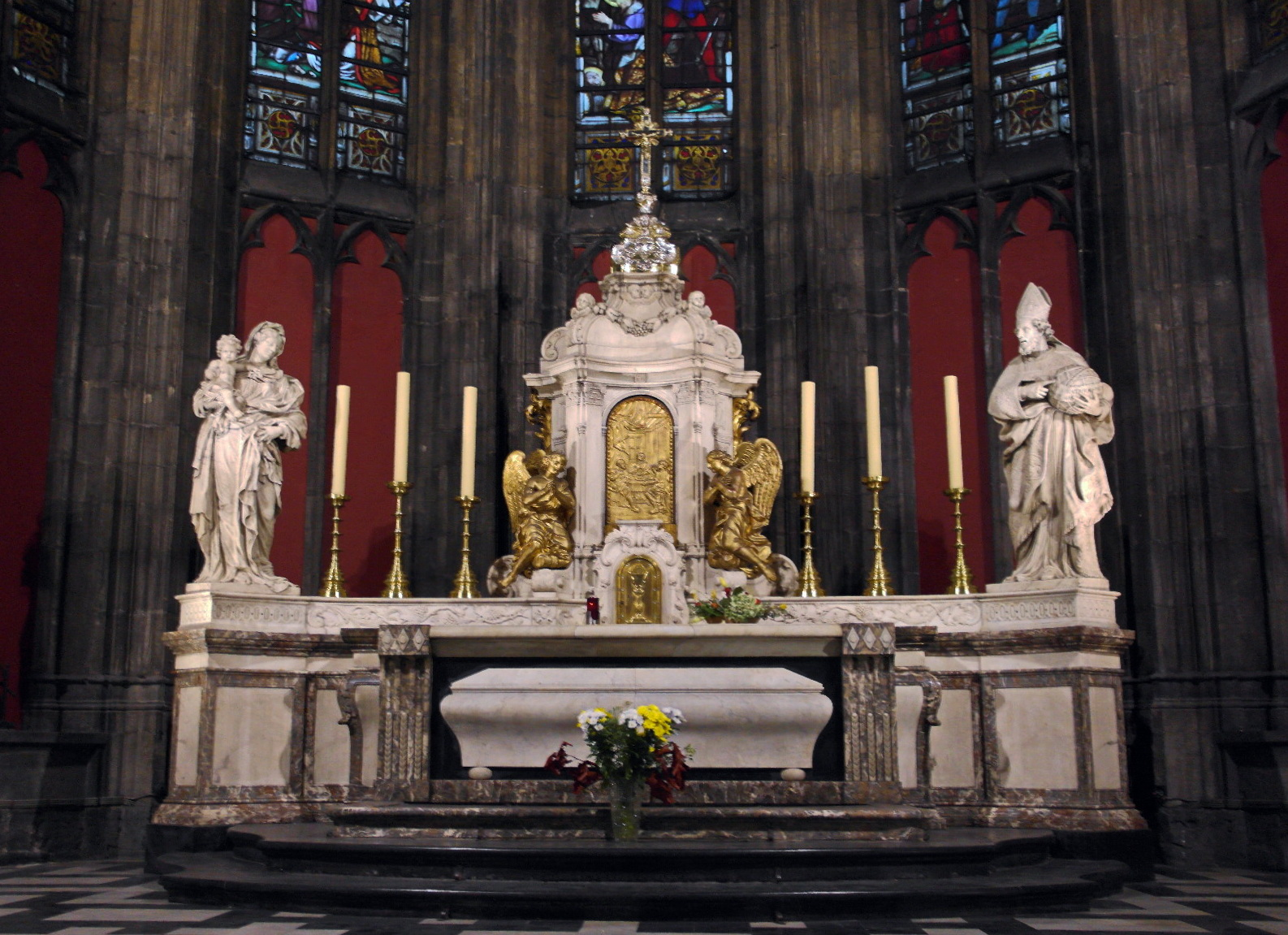
Barokaltaar (St-Denijskerk, Luik)
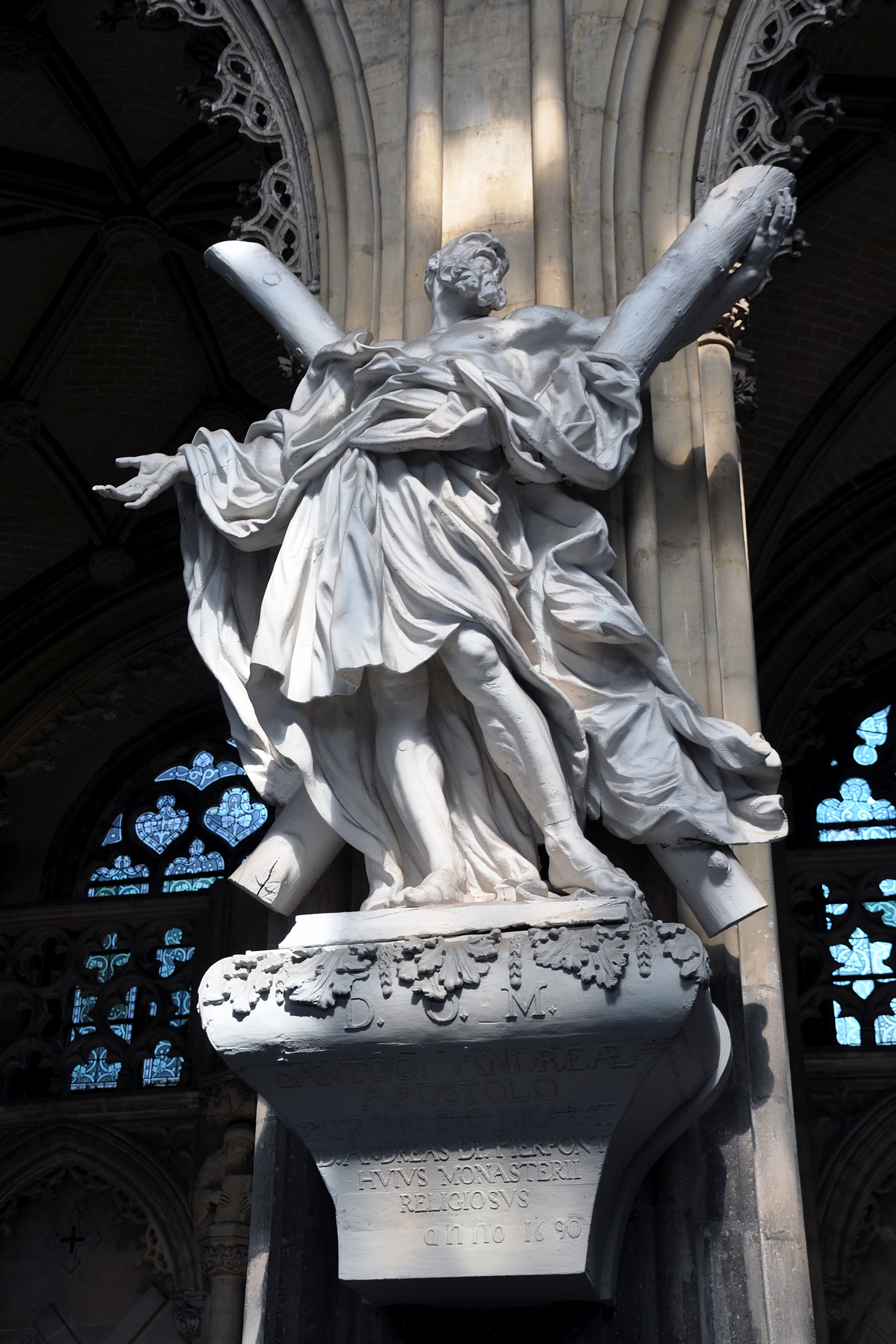
Beeld St-Andreas (St-Jacobskerk, Luik)
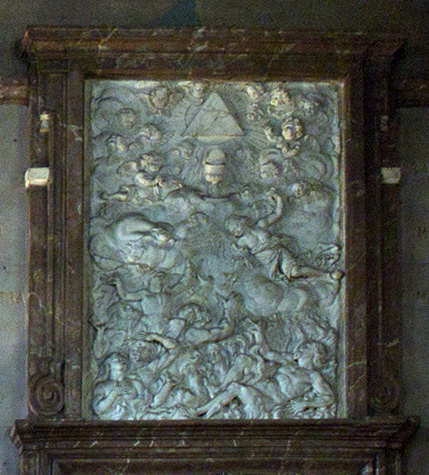
Reliëf Het Vagevuur (O.L.V.-kerk, Verviers)